# Suuri Haapajärvi
Suuri Haapajärvi är en sjö i kommunen Nyslott i landskapet Södra Savolax i Finland. Arean är 27 hektar och strandlinjen är 4,35 kilometer lång.  Den  ingår i Vuoksens huvudavrinningsområde.  Sjön ligger omkring 92 kilometer öster om S:t Michel och omkring 290 kilometer nordöst om Helsingfors. 
I sjön finns ön Nimetön. 